# Copag
Copag è un'azienda con sede in San Paolo, in Brasile che produce carte da gioco plastificate per il poker e il bridge dal 1908.

## Storia
Fondata da Albino Gonçalves con il nome di Companhia Paulista de Papéis e Artes Gráficas, presto abbreviata in Copag, l'azienda è diventata fin da subito uno il più importante fabbricante nazionali di carte da gioco.
A causa della popolarità acquisita dal poker durante gli Anni 2010, il business della Copag è cresciuto velocemente. Dall'edizione del 2005, il commissario generale delle World Series of Poker, Jeffrey Pollack ha designato la Copag come fornitore ufficiale delle carte da gioco per il torneo. Inizialmente il risultato è stato pessimo: l'azienda, infatti, ha fornito delle carte che durante l'evento si sono strappate più volte, a causa dell'inesperienza di alcuni dealer, ma soprattutto dell'enorme fragilità delle carte stesse. proprio per porre rimedio a questa situazione, che impediva all'azienda di guadagnare popolarità sui mercati esteri, nello stesso anno la Copag è diventata parte del gruppo belga Cartamundi, tra i leader mondiali del settore.
In seguito alla cessione a Cartamundi, la compagnia ha recentemente iniziato ad esportare i suoi prodotti ed alcuni giocatori di poker hanno dichiarato di ritenerle tra le migliori carte in commercio per la loro resistenza e per la facilità nel pulirle.